# Néofascisme
 (novembre 2020).
Si vous disposez d'ouvrages ou d'articles de référence ou si vous connaissez des sites web de qualité traitant du thème abordé ici, merci de compléter l'article en donnant les références utiles à sa vérifiabilité et en les liant à la section « Notes et références ».

Le faisceau, symbole du fascisme, apparaissant sur le drapeau du Parti national fasciste.

Le néofascisme désigne l'idéologie et l'ensemble des mouvements trouvant leur inspiration — explicitement ou non — dans le fascisme italien.
Le fascisme est considéré par la majorité des historiens comme un événement historique déterminé, propre en particulier à l'Europe (et, au-delà, à l'ensemble du monde occidental). Le fascisme réfère stricto sensu au régime mussolinien, mais l'utilisation du terme peut s'étendre aux mouvements qui le reconnaissent comme influence notable.
La qualification de « néofascisme » a été appliquée à tous les mouvements politiques se réclamant plus ou moins de cette idéologie tout en étant postérieurs à la Seconde Guerre mondiale. Le néofascisme est parfois assimilé ou confondu avec le néonazisme, et le qualificatif peut être attribué par leurs opposants à divers mouvements nationalistes, nationaux-révolutionnaires, nationaux-bolchéviques ou plus largement d'extrême droite. Le qualificatif de néofasciste, comme celui de fasciste, relève parfois d'un usage polémique, et n'est pas toujours explicitement revendiqué par les mouvements rangés dans cette catégorie.
Des tentatives de confédérations européennes des mouvements néofascistes ont eu lieu sans grand succès, en 1949 avec le Front européen de libération animé au Royaume-Uni par l'Américain Francis Parker Yockey, puis en 1951 avec le Mouvement social européen, qui subit la même année une scission avec la naissance du Nouvel ordre européen. Jeune Europe, créé en 1962, fait figure de tentative comparable, mais tendant davantage vers l'activisme violent.

## Idéologie du néofascisme

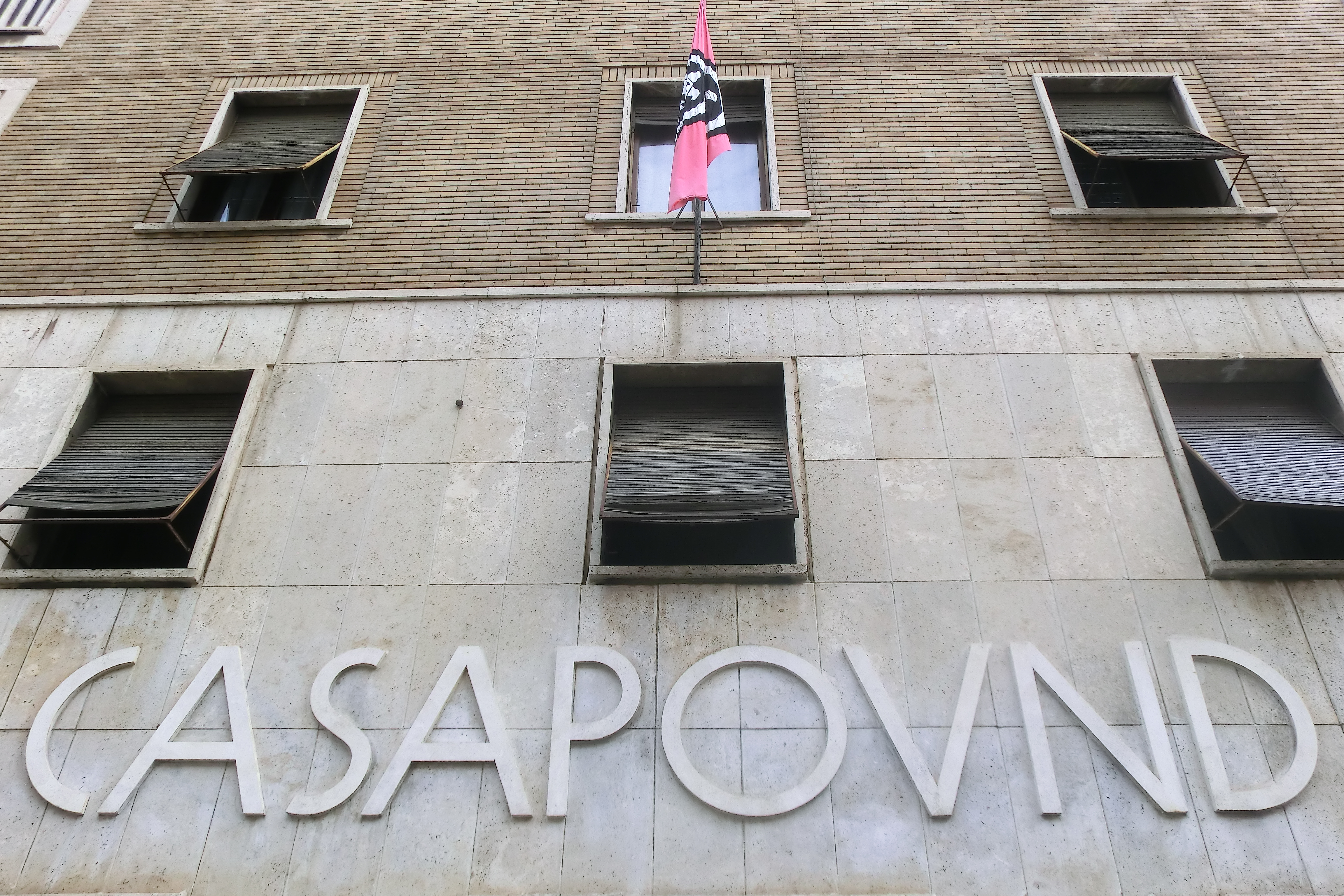
CasaPound.

### Critiques du système démocratique
En 1931, Mussolini explique son refus de la démocratie en définissant les inégalités comme « fécondes et bénéfiques » et, dans La doctrine du fascisme, il écrit que « les régimes démocratiques peuvent être définis comme ceux dans lesquels, de temps à autre, l'illusion est donnée au peuple d'être souverain, alors que la véritable souveraineté effective réside dans d'autres forces, parfois irresponsables et secrètes ». Le néofascisme, à l'instar du fascisme, soutient que les démocraties « autoproclamées » sont en réalité des régimes « ploutocratiques », une sorte de dictature maçonnique fondée sur la manipulation de la volonté populaire[réf. nécessaire]. Les citoyens n'ont ni la connaissance ni les raisons nécessaires pour prendre des décisions cohérentes et justes pour le bien commun[réf. nécessaire]. Platon a défini la démocratie comme « une forme de gouvernement très agréable, pleine de variété et de désordre, qui dispense une sorte d'égalité aux égaux comme aux inégaux »[réf. nécessaire]. Cependant, certains groupes néo-fascistes acceptent la « démocratie organique », tels que le Parti fasciste démocratique dans le passé et CasaPound aujourd'hui[réf. nécessaire].

### Identité
Les néofascistes se considèrent comme des différentialistes : ils affirment l’existence et la diversité de différentes races appartenant à l’espèce humaine (contrairement aux scientifiques), estimant que tous les êtres humains ne sont pas égaux. Ils identifient dans une unité d'origine une communauté dans laquelle se reconnaître et appartenir au nom de la solidarité mutuelle. Dans la diversité des races et des conflits entre les nations, ils lisent un effet du darwinisme social, caractéristique inhérente à l'homme.
En ce qui concerne l'antisémitisme, certains néofascistes prônent un « antisémitisme culturel », d'autres un antisémitisme raciste[réf. nécessaire]. Par ailleurs, les néofascistes sont fortement antisionistes[réf. nécessaire].

### Langage
Des études récentes dans les domaines linguistique et sociolinguistique mettent en évidence l’existence d’un langage néo-fasciste spécifique, caractérisé par des traits contre-hégémoniques dominants, de plus en plus présents dans le phénomène plus vaste de la culture du graffiti et des ultras. Dans ces tendances, il existe également un lien entre le néo-fascisme et les sous-cultures skinheads et Casual que l’espace suffisant, en particulier la seconde, occupe au sein des sous-cultures de jeunes.

### Néofascistes et Post-fascistes
Le post-fascisme est un phénomène italien, il décrit des partis politiques et des individus anciennement membres de mouvements néofascistes tels que le Mouvement social italien, mais en étant en rupture avec les idées fascistes.
Tandis que les néofascistes prônent une révolution, les post-fascistes sont réformistes. Alors que les néofascistes sont partisans d'un ultranationalisme et de la socialisation, les post-fascistes prônent un national-conservatisme modéré et défendent le libéralisme économique. Au niveau géopolitique, les néofascistes sont anti-américains, antisionistes et anticommunistes tandis les post-fascistes se caractérisent par leurs positions atlantistes, pro-israélienne et n'ont comme point commun que l'anticommunisme.

## Le néo-fascisme comme antithèse du fascisme
Certains théoriciens de droite estiment que le néo-fascisme, tant dans l'idéologie que dans la pratique, a fini par écarter progressivement la doctrine fasciste, se limitant à une caricature esthétique et banalisée du régime passé, introduisant des éléments tirés de la culture New Age et du traditionalisme nordique, comme l'utilisation symbolique de la Croix celtique, issue des théories de Julius Evola. Giorgio Almirante, fut le premier à adopter plus ouvertement que d'autres une politique apparente de « défascisation » des militants du parti, avec l'intention de le transformer en un parti de la « droite nationale » qui s'inscrivait dans la perspective des hiérarchies partisanes conformément à la Constitution italienne et dans laquelle on pouvait reconnaître les nombreuses âmes marginalisées et nostalgiques de la droite italienne notamment en 1972 avec la fusion avec le Parti national monarchiste et en 1975 avec la naissance de la Assemblée constituante de droite pour la liberté.

## Par pays

### Italie
En Italie, le mouvement le plus important a longtemps été le Mouvement social italien - Droite nationale (MSI), fondé en 1946. Bien que se référant explicitement à Mussolini, le MSI a échappé à la sanction judiciaire visant la reconstitution du Parti national fasciste, et a connu une longue présence sur la scène politique italienne, obtenant en 1948 six députés et un sénateur, et remportant ensuite des résultats électoraux non négligeables, notamment dans le Sud de l'Italie. Sous l'impulsion de Gianfranco Fini, le MSI a renoncé progressivement à ses référents néofascistes pour devenir en 1995 Alliance nationale, parti politique de droite plus modérée. L'aile dure du MSI l'a quitté pour fonder le Mouvement social - Flamme tricolore.
La filiation fasciste a également été revendiquée dans les années 1960 et 1970 par divers mouvements minoritaires, dont certains ont basculé dans le terrorisme, comme Avanguardia Nazionale, Nuclei armati rivoluzionari, ou Movimento Politico Ordine Nuovo.
Le mouvement Action sociale, dirigé par Alessandra Mussolini, continue de revendiquer une certaine fidélité au fascisme, principalement incarnée par le lien familial et affectif entre sa fondatrice et la figure de Benito Mussolini. Les référents fascistes sont également utilisés de manière plus ou moins ouverte par des mouvements minoritaires comme Movimento Idea Sociale fondé par Pino Rauti, ou Forza Nuova.
Casa Pound, mouvement politique né d'un squat à Rome en 2003, est la plus grande organisation néofasciste de l'Italie d'après guerre. Gianluca Iannone, son fondateur, se revendique « fasciste du troisième millénaire » et exerce une forte influence sur l'extrême droite italienne.

### France
En France, le courant néofasciste a été représenté par des mouvements comme Jeune Nation et L’Œuvre française, fondés respectivement en 1949 et en 1968 par l'ancien collaborationniste Pierre Sidos, ainsi que par l'éphémère Parti nationaliste, créé en 1958 et dissout après quelques jours, ou encore, par le Front national, devenu Rassemblement national.
Des références au fascisme ont pu être utilisées par des mouvements nationalistes étudiants comme Occident ou le Groupe union défense, ainsi que par des organisations minoritaires comme le Parti nationaliste français, Troisième voie ou plus largement par les groupes se réclamant du nationalisme révolutionnaire et de la mouvance identitaire, comme Unité radicale dans les années 2000[réf. incomplète].
Ordre nouveau a été, de 1969 à 1973, l'un des mouvements français les plus notables pouvant être rattachés au néofascisme. Il a été à l'origine de la création du Front national, puis du Parti des forces nouvelles. La Dissidence française se déclare néofasciste sur son site.
Certains qualifient Éric Zemmour de néofasciste,,. C'est le cas du sociologue Ugo Palheta : « Selon Zemmour, la France serait menacée de disparition par l'Islam et l'immigration et doit être régénérée par un processus de purification qui permette de se débarrasser des musulmans, des exilés, des Roms, etc. C’est le conditionnement de la régénération nationale à cette purification qui différencie le fascisme du simple nationalisme. »
À la droite d'Eric Zemmour se trouvent des partis essentiellement présents aux Élections européennes, comme en 2024 « Les Nationalistes », liste ouvertement néofasciste menée par l'avocat Pierre-Marie Bonneau.

### Royaume-Uni
Au Royaume-Uni, l'un des principaux mouvements rattachés au néofascisme fut l'Union Movement, animé par Oswald Mosley, déjà responsable avant-guerre de la British Union of Fascists. Le parti a existé de 1948 à 1973.
Le qualificatif de néofasciste est parfois attribué à des mouvements comme le Parti national britannique, ou le Front national britannique.

### Belgique
En Belgique, le Mouvement d’action civique, actif de 1960 à 1962, est assimilable au néofascisme, de même que Jeune Europe, animé par Jean Thiriart à partir de 1962. Ce dernier mouvement relève cependant surtout, de manière plus large, du national-bolchévisme.
Le Vlaamse Militanten Orde, fondé initialement en 1949 par Bob Maes, a commis de nombreuses actions violentes contre les francophones dans les années 60 et 70. Ce mouvement a été dissous en 1971 par son fondateur et recréé par les militants les plus radicaux se réclamant ouvertement des suprémacistes blancs et du fascisme. Ce mouvement a été condamné en tant que milice privée par la Cour d'appel de Gand en 1981 puis interdit.
Le Voorpost est aussi présent en Belgique ainsi qu'en Afrique du Sud et aux Pays-Bas. Ce mouvement est à l'origine de plusieurs manifestations anti-immigrés et anti-francophones. L'organisation est considérée comme une continuation du Vlaamse Militanten Orde. Ce mouvement a des liens avec le Vlaams Belang et le Katholiek Vlaams Hoogstudentenverbond dont Bart de Wever fut un membre actif. Il fut notamment rédacteur en chef dans cette organisation de 1991 à 1994.
Le Nationalistische Studentenvereniging (NSV), fondé en 1976, est issu d'une scission du Katholiek Vlaams Hoogstudentenverbond. L'actuel président de la Nieuw-Vlaamse Alliantie, Bart de Wever, a donné une conférence devant les membres du NSV de Gand le 14 février 2008.

### Espagne
En Espagne, le néofascisme est surtout assimilé aux mouvements politiques se réclamant du franquisme, comme Fuerza Nueva ou les différents partis se présentant comme héritiers de la Phalange espagnole (Falange Auténtica, Falange Española de las JONS, FE - La Falange).

### Amérique du Sud
Pendant les années 1930, un certain nombre d'autocrates sud-américains avaient déjà manifesté une sympathie ouverte à l'égard des régimes fascistes, comme José Félix Uriburu et Agustin Pedro Justo en Argentine, où le parti nazi local compte 1 400 membres (et encore plus de sympathisants) en 1938, et où se nouent des relations étroites avec le régime hitlérien,.
Après la Seconde Guerre mondiale, des réseaux d'exfiltration nazis sont mis en place, en grande partie à destination de l'Amérique latine, parfois avec la complicité au moins passive de la CIA,. Plusieurs importants dignitaires nazis comme Adolf Eichmann, Josef Mengele, Franz Stangl, Erich Priebke ou Herberts Cukurs et au moins 12 000 autres nazis vivent ainsi après-guerre en toute liberté dans des pays comme le Brésil ou surtout l'Argentine, « où ils mirent leurs services à la disposition des dictatures militaires ».
En effet, alors que débute la guerre froide, les Américains redoutent plus que tout que l'Amérique latine, misérable et très inégalitaire, ne soit tentée par le communisme : la révolution cubaine de 1953 donne corps à ces inquiétudes. Les États-Unis vont alors soutenir une succession de coups d’État militaires sur tout le continent, aboutissant à des dictatures autoritaires d'extrême-droite plus ou moins directement inspirées par le fascisme européen : au Brésil à partir de 1964, en Argentine en 1955, 1962, 1966 et surtout 1976, ou encore en Uruguay et au Chili en 1973, avec presque à chaque fois le recours à des assassinats politiques et la constitution d'« escadrons de la mort ». Cette collaboration culminera dans l'opération Condor, nom donné à la coordination de ces régimes avec l'appui de la CIA, ouvrant des années 1960 à 1980 (parfois plus dans certains pays) une ère de totalitarisme militaire sur presque tout le continent connue sous le nom de « guerre sale » ou d'« années de plomb ».
Au XXIe siècle, certains politiciens ouvertement « nostalgiques » de cette époque comme le président brésilien Jair Bolsonaro (qui s'affiche « misogyne, homophobe, raciste, entouré de partisans d’un retour au pouvoir des militaires ») sont régulièrement qualifiés de fascistes ou de néo-fascistes par la presse politique.

## Néofascistes célèbres
- Giorgio Almirante
- François Duprat
- Maurice Bardèche
- Pino Rauti
- Roberto Fiore
- Massimo Morsello
- Francesca Mambro
- Valerio Fioravanti
- Alessandra Mussolini

## Partis politiques

### Italie
- Mouvement social italien (1946-1995)
- Parti fasciste démocratique (1945-1947)
- Regroupement social républicain (1952-1960)
- Mouvement social - Flamme tricolore (Depuis 1995)
- Forza Nuova (Depuis 1997)
- CasaPound (Depuis 2003)
- Fronte Nazionale (1968) (1968-1970)
- Fronte Nazionale (1990) (1990-2000)
- Fronte Nazionale (1997) (Depuis 1997)
- Frères d'Italie (Depuis 2012)

## Groupes armés
- Fasci di Azione Rivoluzionaria (1945-1950)
- Avanguardia Nazionale (1960-1975)
- Mouvement nationaliste Tacuara (1955-1965)
- Noyaux armés révolutionnaires (1977-1985)

## Galerie

La croix celtique, utilisée par de nombreux extrémistes de droite antisioniste.
Croix celtique utilisée par les néonazis.
Drapeau de la République sociale italienne, utilisée par les néofascistes italiens.